# Nancy Drew (película)
Nancy Drew (Nancy Drew y el misterio de Hollywood en Hispanoamérica) es un filme escrito y dirigido por Andrew Fleming, basado en el famoso personaje de libros “Nancy Drew”.
Sus protagonistas son: Emma Roberts (Nancy), Max Thieriot (Ned), Josh Flitter (Corky) y Daniella Monet (Inga).

## Historia
Nancy Drew es una chica muy apasionada por los misterios, por lo que siempre quiere resolver todo tipo de secretos, de modo que ya es una estrella local en su ciudad. Pero cuando por asuntos de trabajo su padre ella se tienen que trasladar a Los Ángeles, California ella tiene que empezar una nueva vida y nueva escuela. Pero los misterios siguen a Nancy a todos lados y en su nueva casa se encuentra con un caso que jamás ha sido resuelto: El asesinato de una famosa estrella de Hollywood . Esto despierta el interés de Nancy por resolver este misterio y encontrar al asesino de la celebridad fallecida.

## Reparto
- Emma Roberts es Nancy Drew.
- Max Thieriot es Ned Nickerson.
- Josh Flitter es Corky Veinshtein
- Daniella Monet es Inga.
- Rachael Leigh Cook es Jane Brighton.
- Tate Donovan es Carson Drew.
- Amy Bruckner es Bess.
- Kay Panabaker es George.
- Kelly Vitz es Trish.
- David Doty es Father Murphy.
- Caroline Aaron es Barbara.
- Marshall Bell es Leshing.
- Cliff Bemis es Chief McGinnis.
- Adam Clark es Sgt. Billings.
- Rich Cooper es Charlie.
- Laura Harring es Dehlia Draycott.